# Bert Muhly
Louis Bert Muhly (* 18. Juni 1923 in Maryland; † 16. Dezember 2011 in Kalifornien) war ein US-amerikanischer Politiker (Demokrat), Dozent und sozialer Aktivist.

## Leben
Muhly studierte an der University of California, Berkeley und erhielt dort 1948 einen Bachelor of Science in Business Administration. Er setzte sein Studium fort und erhielt 1952 am Department of City and Regional Planning seinen Master-Abschluss. Muhly wurde nun in den Gemeindeplanung tätig. Unter anderem war er drei Jahre Director of Planning für das Tulare County, arbeitete zwei Jahre für eine Ingenieursfirma und wurde im Anschluss Leiter der Planungsdepartments von Santa Cruz County. Nach vielen Jahren in dieser Position wechselte Muhly 1970 an die University of California, Santa Cruz, um dort Dozent zu werden. Später wurde unterrichtete er an der San José State University und wurde dort 1989 Professor Emeritus.
Von April 1974 bis November 1981 gehörte er dem Stadtrat (City Council) von Santa Cruz an. In dieser Zeit bekleidete er erst das Amt des Vizebürgermeisters und wurde schließlich im späteren Verlauf des Jahres 1974 Bürgermeister. Ein Amt, das er bis 1975 ausübte. Als Mitglied des Stadtrates war Muhly der Vertreter seiner Stadt bei der Association of Monterey Bay Area Governments und fungierte als solcher einmal auch als Präsident der Organisation.
Muhly war ein strikter Gegner der nicaraguanischen Contra-Bewegung in den 1980er Jahren. So reiste er viele mal nach Nicaragua, unter anderem einmal um Hilfsgüter nach Jinotepe, einer Partnerstadt von Santa Cruz, zu überbringen. Zusammen mit seiner Frau war er einer der Mitgründer der Nonprofit-Organisation Three Americas, die für die Unterstützung von Gemeinden in Zentral- und Südamerika einsetzt.
Muhly war seit dem 16. Oktober 1946 verheiratet. Er hatte seine spätere Frau 1944 in Bergstrom Field in Austin, Texas kennengelernt als er dort als Wettertechniker der Army Air Force stationiert war. Aus der Ehe gingen fünf  Kinder hervor. Muhly starb am 16. Dezember 2011 im Alter von 88 Jahren an Herzinsuffizienz.